# Dyscophus insularis
Dyscophus insularis is een kikker uit de familie smalbekkikkers (Microhylidae). De soort werd voor het eerst wetenschappelijk beschreven door Alfred Grandidier in 1872. Later werd de wetenschappelijke naam Dyscophus grandidieri gebruikt.
De kikker komt voor in Afrika en is endemisch op het eiland Madagaskar. De soort komt voor in laaggelegen gebieden van zeeniveau tot 400 meter boven zeeniveau.
Dyscophus insularis is overwegend schemer- en nachtactief. De mannetjes van deze soort worden ongeveer 5 centimeter lang, terwijl de vrouwtjes een lengte van 9 tot 10 centimeter kunnen bereiken.
Wanneer de kikker zich bedreigd voelt, kan deze zijn lichaam enorm opblazen. De huid van de kikker scheidt een irriterende stof af, die echter niet giftig is. De kikkers voeden zich met allerlei insecten en insectenlarven. Grotere vrouwtjes kunnen ook wel kleine gewervelde dieren eten.